# Licania micrantha
Licania micrantha là một loài thực vật có hoa trong họ Cám. Loài này được Miq. mô tả khoa học đầu tiên năm 1851.